# Campeonato Mundial de Esgrima de 1938
O Campeonato Mundial de Esgrima de 1938 foi a 16ª edição do torneio organizado pela Federação Internacional de Esgrima (FIE). O evento foi realizado em Piešťany, Tchecoslováquia. 

## Resultados
Masculino
| Evento             | Ouro | Prata | Bronze |
| Espada individual  | França · Michel Pécheux                                                                                     | Itália Edoardo Mangiarotti                                                                                  | França · Bernard Schmetz |
| Espada por equipe  | França · Pierre Bitchine · Henry Brethous · Henri Dulieux · Michel Pécheux · Bernard Schmetz · Albert Wolff | Suécia · Frank Cervell · Hans Drakenberg · Gustaf Dyrssen · Carl Forssell · Bengt Ljungquist · Sven Thofelt | Itália Carlo Agostoni Roberto Battaglia Dario Mangiarotti Edoardo Mangiarotti Saverio Ragno                                                 |
| Florete individual | Itália Gioacchino Guaragna                                                                                  | Itália Giorgio Bocchino                                                                                     | França · Edward Gardère |
| Florete por equipe | Itália Giorgio Bocchino Gioacchino Guaragna Gustavo Marzi Giuliano Nostini Renzo Nostini                    | França · René Bougnol · Jéhan Buhan · Jean Coutte · Edward Gardère · Charley Lion                           | Tchecoslováquia · Hervarth Frass von Friedenfeldt · Jiří Jesenský · Jindřich Kakos · Bohuslav Kirchmann · Zdenko Rybka · František Vohryzek |
| Sabre individual   | Itália Aldo Montano                                                                                         | Itália Aldo Masciotta                                                                                       | Itália Giuseppe Perenno |
| Sabre por equipe   | Itália Giulio Gaudini Gustavo Marzi Aldo Masciotta Aldo Montano Giuseppe Perenno Mauro Racca                | França · Marcel Faure · Edward Gardère · Louis Taillandier · Jean-François Tournon                          | Países Baixos · Willem Driebergen · Antonius Montfoort · Frans Mosman · Jacques Vandervoodt · Franciscus van Wieringen                      |

Feminino
| Evento             | Ouro                           | Prata                              | Bronze                 |
| Florete individual | Tchecoslováquia · Marie Šedivá | Tchecoslováquia · Carmen Slabocova | Bélgica · Jenny Addams |

## Quadro de medalhas
País sede
| Ordem | País           | Medalha de ouro | Medalha de prata | Medalha de bronze |    |
| ----- | -------------- | --------------- | ---------------- | ----------------- | -- |
| 1     | Itália         | 4               | 3                | 2                 | 9  |
| 2     | França         | 2               | 2                | 2                 | 6  |
| 3     | Checoslováquia | 1               | 1                | 1                 | 3  |
| 4     | Suécia         |                 | 1                |                   | 1  |
| 5     | Bélgica        |                 |                  | 1                 | 1  |
|       | Países Baixos  |                 |                  | 1                 | 1  |
| TOTAL | TOTAL          | 7               | 7                | 7                 | 21 |